# Gongylidia

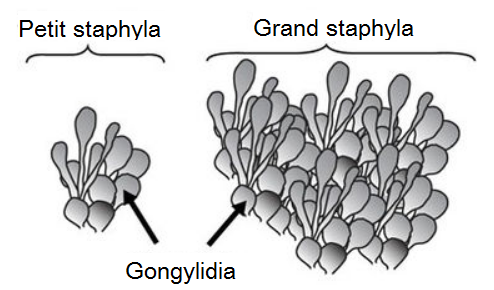

Gongylidia (l.poj. gongylidium) – bulwkowate narośla na strzępkach grzybów uprawianych przez mrówki. Są to gatunki grzybów tak przystosowane do symbiozy z mrówkami, że nie występują poza ich mrowiskami. Rozwijające się larwy mrówek, robotnice, królowa i żołnierze żywią się gongylidiami. Gongylidia są rozprowadzane po całej kolonii. Są elipsoidalne, mają około 30–50 mikrometrów średnicy i tworzą skupiska zwane staphylami. Gongylidia są bogate w glikogen, w formie łatwo przyswajalnej przez mrówki, oraz hydrolazy.